# Liste der Baudenkmale in Alt Sührkow
In der Liste der Baudenkmale in Alt Sührkow sind alle denkmalgeschützten Bauten der Gemeinde Alt Sührkow (Mecklenburg-Vorpommern) und ihrer Ortsteile aufgelistet (Stand 10. Februar 2021).

## Baudenkmale nach Ortsteilen
Legende

In den Spalten befinden sich folgende Informationen:
- ID-Nr: Die Nummer wird von den Denkmalämtern der Landkreise vergeben. Wenn sie nicht bekannt ist, bleibt die Spalte leer. In dieser Spalte kann sich zusätzlich das Wort Wikidata befinden, der entsprechende Link führt zu Angaben zu diesem Denkmal bei Wikidata.
- Lage: die Adresse des Denkmales und die geographischen Koordinaten.
Link zu einem Kartenansichtstool, um Koordinaten zu setzen. In der Kartenansicht sind Denkmale ohne Koordinaten mit einem roten bzw. orangen Marker dargestellt und können in der Karte gesetzt werden. Denkmale ohne Bild sind mit einem blauen bzw. roten Marker gekennzeichnet, Denkmale mit Bild mit einem grünen bzw. orangen Marker.
- Bezeichnung: Bezeichnung, so wie sie in den offiziellen Listen der Denkmalämter steht. Ein Link hinter der Bezeichnung führt zum Wikipedia-Artikel über das Denkmal. Wenn die Bezeichnung der Denkmalämter inhaltlich fehlerhaft ist, ist in der Spalte „Beschreibung“ darauf hinzuweisen.
- Beschreibung: Beschreibung des Denkmales
- Bild: ein Bild des Denkmales und gegebenenfalls einen Link zu weiteren Fotos des Denkmals im Medienarchiv Wikimedia Commons

### Alt Sührkow
| ID   | Lage                                               | Bezeichnung                                                                                            | Beschreibung | Bild |
| ---- | -------------------------------------------------- | --- | --- | ---- |
| 0524 | Schloßstraße 10/12/14, Dorfstraße 38/39/40 (Karte) | Gutsanlage mit Gutshaus (Nr. 10), Stall (Nr. 39), Scheune (Nr. 38/40) und Gutsarbeiterhaus (Nr. 12/14) | Klassizistischer, eingeschossiger Putzbau von der ersten Hälfte des 19. Jahrhunderts mit Mittelrisalit und kleinem Turm. |      |

### Hohen Mistorf
| ID   | Lage                               | Bezeichnung                                                                            | Beschreibung | Bild                                                         |
| ---- | ---------------------------------- | -------------------------------------------------------------------------------------- | --- | ------------------------------------------------------------ |
| 0776 | An der Kirche 1/2 (Karte)          | ehem. Schule                                                                           | | ehem. Schule                                                 |
| 0777 | Bahnhofsweg 5/7                    | Bahnhof mit Nebengebäude                                                               | | Weitere Bilder                                               |
| 0778 | Zu den Feseltannen 1/2/4/5 (Karte) | Landarbeiterhaus                                                                       | | Landarbeiterhaus                                             |
| 0779 | Zu den Feseltannen                 | Friedhof mit Friedhofstor, Kapelle und fünf Gedenksteinen für Hohen Mistorfer Pastoren | |                                                              |
| 0780 | Parkweg 7/13 (Karte)               | Gutshaus mit Gutspark                                                                  | |                                                              |
| 0781 | An der Kirche 4 (Karte)            | Dorfkirche Hohen Mistorf mit Friedhofsmauer und Friedhofstor                           | Gotischer Bau in aus Backstein auf Feldsteinsockel; Chor vom 13. Jahrhundert mit kuppligem Kreuzrippengewölbe, Triumphbogen zum flachgedeckten Kirchenschiff vom 14. Jh. sowie Westturm in der Breite des Schiffs mit Glockengeschoss vom 15. Jh. und Walmdach. | Dorfkirche Hohen Mistorf mit Friedhofsmauer und Friedhofstor |
| 0782 | An der Kirche 3 (Karte)            | Pfarrhaus                                                                              | | Pfarrhaus                                                    |
| 0783 | Altbauernstraße                    | Transformatorenhaus                                                                    | | Transformatorenhaus                                          |

### Neu Sührkow
| ID   | Lage                   | Bezeichnung | Beschreibung                                                               | Bild |
| ---- | ---------------------- | ----------- | -------------------------------------------------------------------------- | ---- |
| 0844 | Neu Sührkow 18 (Karte) | Gutshaus    | 1-gesch., 9-achsiger Putzbau mit 2-gesch. Mittelrisalit mit Giebeldreieck. |      |

### Pohnstorf
| ID   | Lage                     | Bezeichnung                             | Beschreibung | Bild                                    |
| ---- | ------------------------ | --------------------------------------- | --- | --------------------------------------- |
| 0862 | Pohnstorf 17/17a (Karte) | Gutshaus                                | 2-gesch., 11/13-achsiger Bau aus der Mitte des 19. Jahrhunderts mit Mezzanin-Geschoss, Souterrain und Mittelteil; heute Ferienwohnungen. |                                         |
| 0863 | Pohnstorf 25 (Karte)     | Mausoleum mit Park und vier Torpfeilern | Mausoleum von um 1900 für den Unternehmer Heinrich Wessel im Gutspark von Pohnstorf.                                                     | Mausoleum mit Park und vier Torpfeilern |

## Ehemalige Baudenkmäler

### Bukow
| ID | Lage | Bezeichnung                       | Beschreibung | Bild |
| -- | ---- | --------------------------------- | ------------ | ---- |
|    |      | Landarbeiterhaus mit Stallgebäude |              |      |

### Pohnstorf
| ID | Lage           | Bezeichnung        | Beschreibung | Bild |
| -- | -------------- | ------------------ | ------------ | ---- |
|    | Dorfstraße 1/2 | Wohnhaus und Stall |              |      |
|    | Dorfstraße 7   | Wohnhaus mit Stall |              |      |
|    | Dorfstraße 21  | Wohnhaus mit Stall |              |      |

## Quelle
Denkmalliste des Landkreises Rostock A ‐ Z (Stand: 10. Februar 2021; PDF, 497 KB)